# Sri-lankische Badmintonmeisterschaft 1990
Die Sri-lankische Badmintonmeisterschaft 1990 war die 38. Austragung der nationalen Titelkämpfe im Badminton in Sri Lanka.

## Sieger und Finalisten
| Disziplin    | Gold                                    | Silber                                |
| ------------ | --------------------------------------- | ------------------------------------- |
| Herreneinzel | Niroshan Wijekoon                       | Duminda Jayakody                      |
| Dameneinzel  | Kaushalya Dissanayake                   | Sriyani Deepika                       |
| Herrendoppel | Niroshan Wijekoon Niranjan Wijesekera   |                                       |
| Damendoppel  | Sriyani Deepika Kaushalya Dissanayake   | Yasintha Liyanage Nulusha Seneviratne |
| Mixed        | Niroshan Wijekoon Kaushalya Dissanayake |                                       |